# Josh Giddey

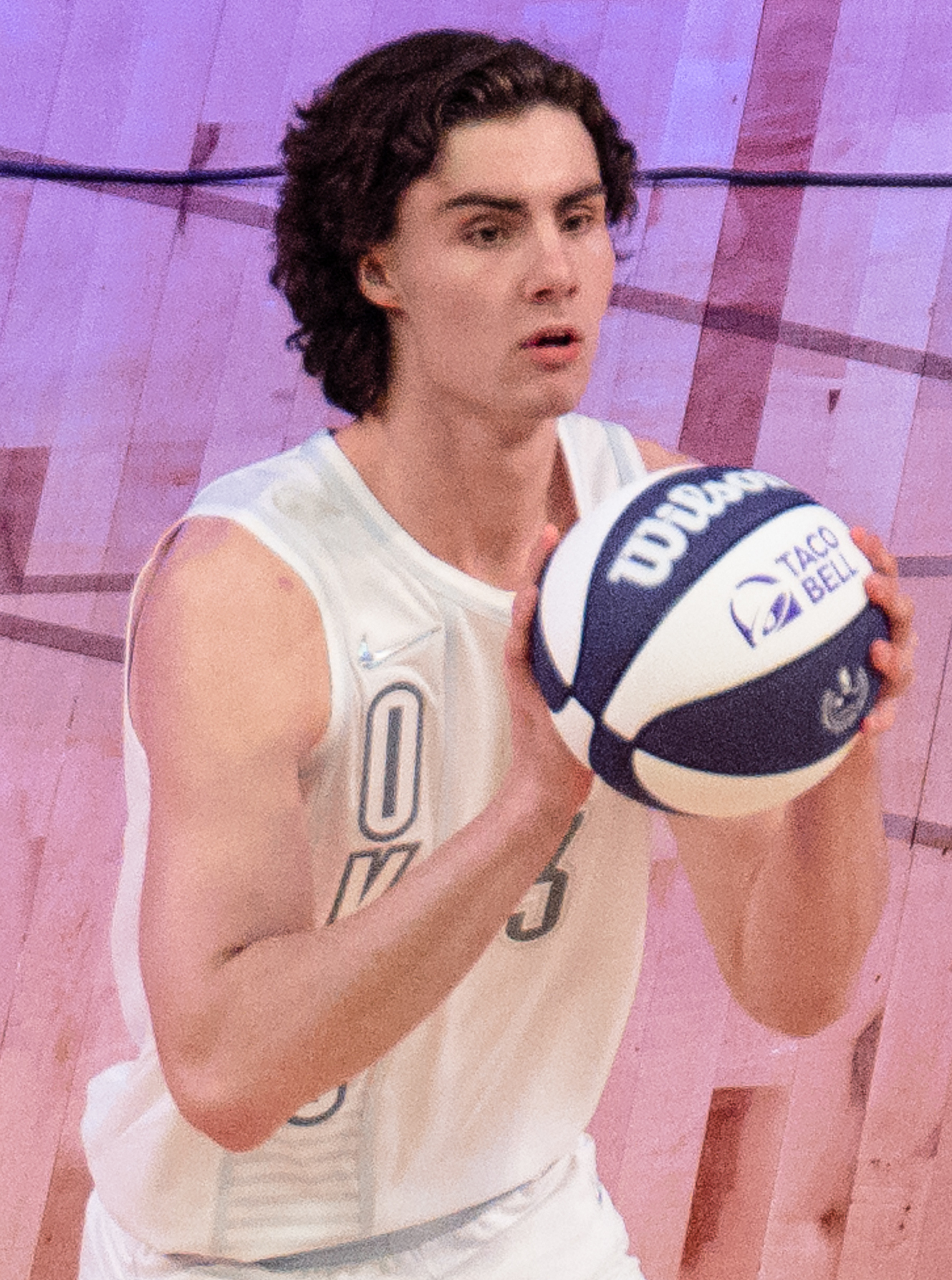
Josh Giddey, 2022.

Joshua James "Josh" Giddey, född 10 oktober 2002 i Melbourne, är en australisk professionell basketspelare (SG/SF) som spelar för Chicago Bulls i National Basketball Association (NBA). Han har tidigare spelat för Oklahoma City Thunder.
Han draftades av Oklahoma City Thunder i första rundan i 2021 års draft som sjätte spelare totalt.